# Serafim Triantafyllou

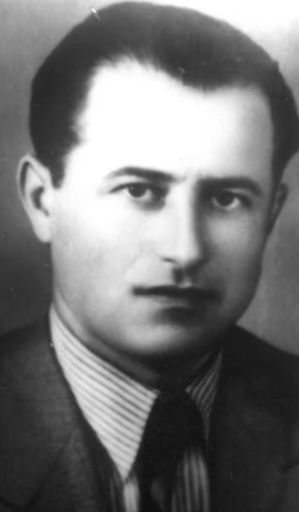
Serafim Triantafyllou

Serafim Triantafyllou (griechisch Σεραφείμ Τριανταφύλλου Serafím Triandafýllou, * 1912 in Megala Kalyvia, heute eingemeindet in Trikala; † 26. März 1944 in Athen) war ein griechischer Rechtsanwalt, Kommunist und Widerstandskämpfer gegen die deutsche Besatzung.

## Widerstand und Verhaftung
Der Sohn einer Bauernfamilie war zuerst Politischer Kommissar eines in Thessalien operierenden Bataillons der ersten Division der kommunistischen Befreiungsarmee ELAS, die Mitte 1943 den bewaffneten Kampf gegen die deutsche Besatzung aufnahm; danach in Athen Redakteur von Flugschriften und Mitglied der Nationalen Befreiungsfront EAM. Er organisierte die Kontakte zwischen Athen und den Abteilungen in den Bergen. Durch Verrat wurde er am 11. März 1944 zusammen mit anderen Partisanen während einer Versammlung von der SS in Athen verhaftet. Er wurde in das SS-Hauptquartier in der Merlinstrasse, gebracht und gefoltert. Am 26. März 1944 konnte er auf dem Transport zur Richtstätte Kesariani fliehen. Er wurde in den Straßen Athens verfolgt und erschossen. Auf der Flucht gelang ihm die Weitergabe seines kurzen Abschiedsbriefs, darin der Satz: Ich bin untröstlich, dass ich keine Bombe besitze, um die Deutschen in die Luft zu sprengen. Am 12. Oktober 1944 zog die Wehrmacht ab und die ELAS übernahm die Kontrolle.

## Gedenkorte

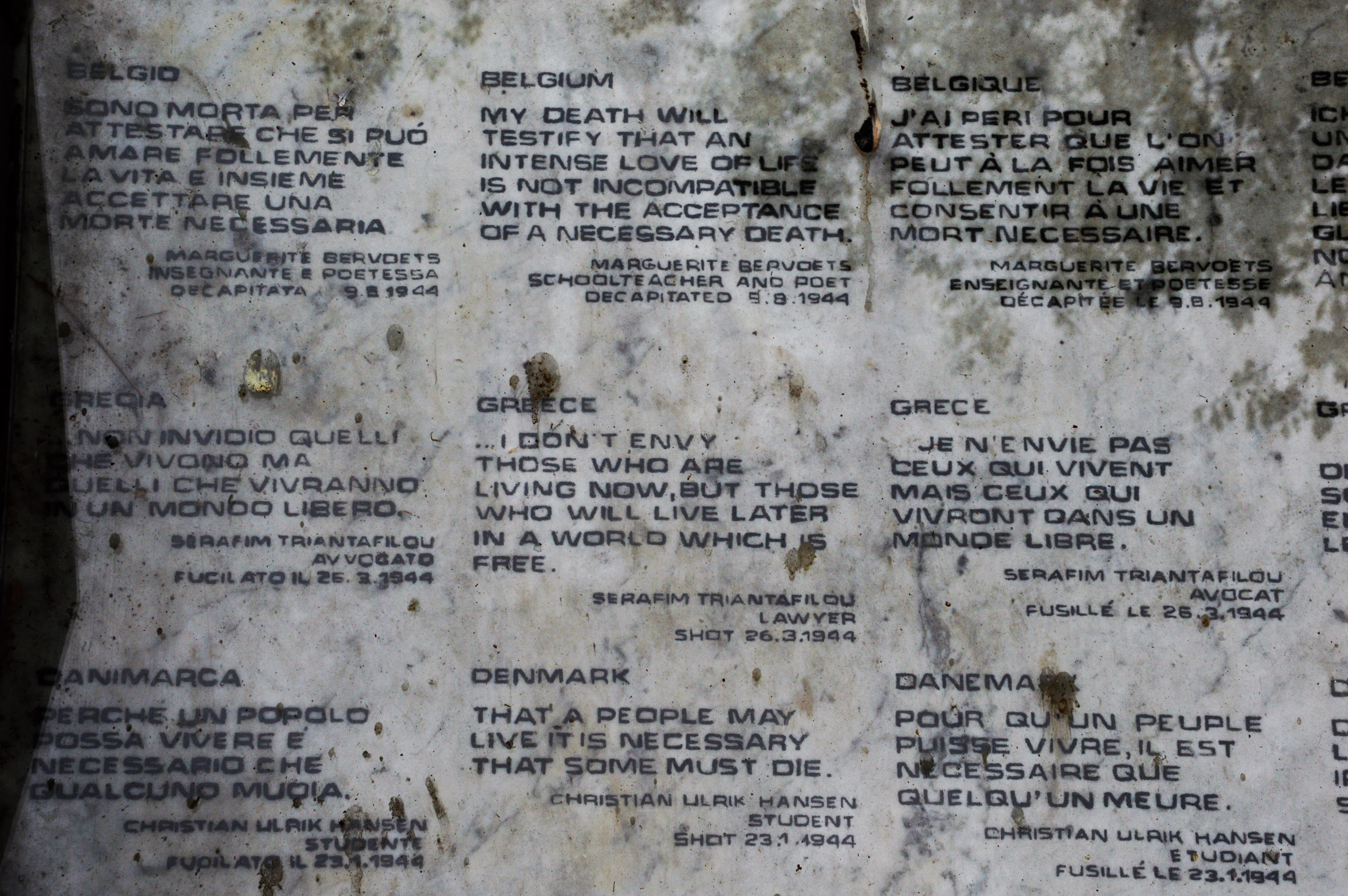
Gedenktafel in Como

- Inschrift mit einem Zitat aus seinem Abschiedsbrief und Kurzbiographie in mehreren Sprachen am Denkmal Monumento alla Resistenza europea in Como.